# Малина пурпурноплодная
Малина пурпурноплодная, или Малина японская (лат. Rubus phoenicolasius) — многолетняя плетущаяся лиана семейства Розовые, происходящая из Северного Китая, Кореи и Японии.

## Описание
Стебли малины пурпурноплодной тростникообразные, за год вырастают на 1—3 метра. Листья перистые составные, с 3-5 листочками. Цветки, собранные в соцветия на колючих цветоножках, образуются на побегах, имеющих возраст не менее двух лет, и распускаются поздней весной. Каждый цветок — диаметром 6-10 мм, с пятью красными или розовыми лепестками и колючей чашечкой. Плод — съедобная многокостянка продолговатой формы, длиной до 1 см, вначале красная, при полном созревании — тёмно-фиолетовая, почти чёрная. Созревание происходит летом или в начале осени.
Растение распространяется семенным способом и отводками, укореняющимися в почву. Оно предпочитает влажную почву и растёт преимущественно в лесных областях. В последнее время этот вид стали культивировать в Европе и Северной Америке — главным образом как декоративное растение. В некоторых местах малина пурпурноплодная натурализовалась и довольно агрессивно распространилась. Это стало возможно благодаря её способности быстро распространяться вегетативным способом.